# Douwe Mout van der Meer
Douwe Jansz Mout van der Meer (12 april 1705 - 1775) was een Nederlands schipper voor de VOC.
Hij werd beroemd door zijn neushoorn, waarmee hij in verscheidene Europese landen voorstellingen gaf. Keizer Frans I Stefan verhief hem ervoor tot de adelstand.

## Afkomst en leven
Douwe Jansz Mout werd geboren in een zeemansfamilie: zijn vader, grootvader en ooms van moederskant waren scheepskapiteins. Hijzelf maakte carrière op de grote vaart voor de VOC. In 1726 voer hij als derde stuurman op het schip Doornik naar Indie en keerde in 1731 op het schip Adrichem terug. In 1739 voer hij als opperstuurman op het schip Phoenix weer naar Indie. In 1740 was hij op de terugreis gezagvoerder op de Knappenhof en op deze reis nam hij een neushoorn mee. Van 1742 tot 1744 voer hij als gezagvoerder op de Goidschalxoord tussen Nederland, India en de Molukken. In 1744 nam hij ontslag om samen met zijn neushoorn Clara door Europa te reizen.
Douwe Mout woonde aan het eind van zijn leven op de Nieuwendijk nabij de Mandenmakerssteeg te Amsterdam. Hij werd op 10 augustus 1775 begraven op het kerkhof van de Noorderkerk (Amsterdam). Hij had een zoon en dochter. Zijn vrouw Elisabeth Snel overleed op 8 februari 1778.

## Clara

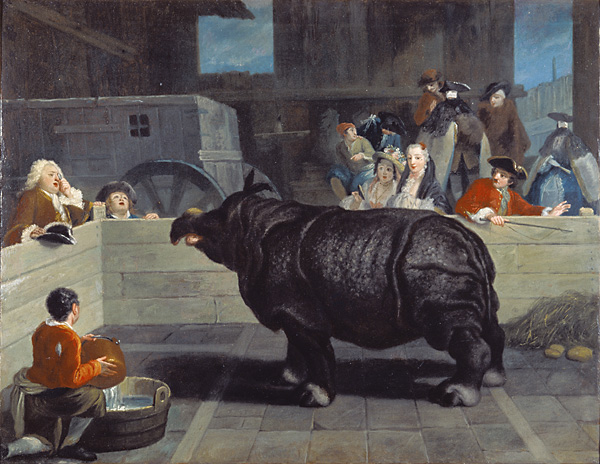
Clara in Venetië (Pietro Longhi, 1751). Links achter staat de kar waarin Clara werd vervoerd.

Clara's moeder was bij de jacht neergeschoten en Clara was slechts één maand oud toen zij door de toenmalige directeur van de VOC-vestiging in Bengalen, Jan Albert Sichterman, in huis werd genomen. Toen Clara twee jaar oud was, gaf Sichterman haar aan Douwe Mout, omdat Clara te groot was geworden om bij hem in huis te wonen.
Douwe Mout heeft Clara toen op de Knappenhof mee naar Nederland genomen. Aangemoedigd door het succes van zijn eerste voorstelling (eerst thuis in Leiden, daarna ook in Brussel en Hamburg)  liet hij een speciale wagen bouwen om Clara mee te vervoeren en ging op tournee. Van 1746 tot 1758 trok de groep door Duitsland, Oostenrijk, Frankrijk, Italië en Oost-Europa. De tournee eindigde in Engeland, door de dood van Clara.

## Neushoorngekte
De voorstellingen die Douwe Mout met Clara gaf lokten mensen uit alle rangen van de sociale ladder, zelfs koningen wilden de kans om het vreemde dier te zien niet voorbij laten gaan. De toegangsprijzen waren daarom niet alleen verschillend naar zicht en nabijheid, maar ook naar de sociale rang van de toeschouwers. Het was de eerste keer dat men in Europa een levende neushoorn bekijken kon.
Het lukte Van der Meer keer op keer om het enthousiasme van zijn toeschouwers vast te houden en hij verdiende daarom veel geld. Hij zorgde voor aanplakbiljetten met illustraties en aankondigingen van de voorstellingen en voor de verkoop van Clara-memorabilia, zoals kettingen met een medaillon in brons, zilver of zink, en flessen gevuld met urine van Clara, aangezien men dacht dat deze geneeskrachtig was.
Clara werd een echte ster: diverse kunstenaars schilderden haar, waardoor ze alleen maar beroemder werd.

## Wetenswaardigheden
- Douwe Mout werd in 1744 voor 4500 gulden eigenaar van het voormalige meertje Wilmkebreek in het zuiden van Landsmeer in Waterland. Vanaf dat moment voegde Douwe Mout het suffix Van der Meer aan zijn naam toe. Hij verkocht het land in 1758 voor 1800 gulden.[6]
- Douwe Mout van der Meer diende in 1761 een voorstel in om de West-Indische Compagnie economisch in beter vaarwater te brengen, maar het werd in 1762 door de Heren X afgewezen.[7]